# Canarino da canto americano
Il  canarino da canto americano o American singer canary è un canarino da canto di origine americana. Ottenuto per idridazione dei canarini da canto harzer e quelli di forma Border.

### Video
- (EN) sb.marko, American Singer Canary Training Video, su YouTube. URL consultato il 18 ottobre 2016.